# 中国人民解放军陆军合成第八十五旅
合成第八十五旅（英語：85th Combined Arms Brigade），73123部队，又称“钢刀劲旅”，是中国人民解放军陆军第七十二集团军下辖的一个中型合成旅，從中國人民解放軍陸軍摩托化步兵第八十六師分出，驻地江西省鹰潭

## 歷史概述
2017年，机步第八十六师拆出二五七团和装甲团组建本旅。

## 沿革
参考资料：
| 部隊番號                       | 使用時期             |
| 二五七团                       | 二五七团             |
| ------------------------------ | -------------------- |
| 鲁中军区第四团                 | 1942年2月-1945年8月  |
| 山东军区第四师第十团           | 1945年8月-1947年1月  |
| 华东野战军第二十二师第六十五团 | 1947年1月-1949年2月  |
| 中国人民解放军第二二七团       | 1949年2月-1960年1月  |
| 步兵第二二七团                 | 1960年1月-1969年12月 |
| 步兵第二六三团                 | 1969年12月-1975年4月 |
| 步兵第二五七团                 | 1975年4月-1985年4月  |
| 摩托化步兵第二五七团           | 1985年4月-2017年2月  |
| 装甲团                         |                      |
| 摩托化步兵第八十六师装甲团     | 1998年10月-2017年2月 |
| 独立成旅（合成第五旅）         |                      |
| 合成第八十五旅                 | 2017年4月至今        |